# 屍鬼
『屍鬼』（しき）は、小野不由美作の小説。1998年に新潮社から単行本（上・下巻）が、2002年に新潮文庫から文庫本（全5巻）が発行された。本作を原作とした藤崎竜の漫画についてもこの項で解説する。

## 内容
第52回日本推理作家協会賞長編部門候補作。
上下巻合わせて1000ページを超えるボリュームを誇り、登場人物はメインとなる人物たちの周りや家族なども事細かに登場し、150人を超える。
スティーヴン・キングの「呪われた町」へのオマージュであると後書きで触れている。
ちなみに、京極夏彦は連作小説集『どすこい』内で、本作のパロディとして『脂鬼』を発表している。

## 物語
人口1300人の小さな村、外場村。外部からは1本の国道しか繋がっておらず、周囲から隔離され、土葬の習慣も未だ残っている。そんなある日、山入地区で3人の村人の死体が発見された。村で唯一の医者・尾崎敏夫は、このことに不信感を持つが、村人達の判断で事件性は無いとされ、通常の死として扱われた。しかし、その後も村人が次々と死んでいき、異変は加速していった。

## 用語解説
屍鬼（しき）
死亡後に蘇生し、超常的な力を得た人間のこと。名前は作中の登場人物である室井静信が執筆している小説から取られている。
外見は人間とそう変わらないが、生きるのに必要な器官が(屍鬼の)血液のみとなっており、心臓を含む他の体器官は動いておらず、肺呼吸も必要としない。生命維持には人間の血液を必要とし、吸血するために下顎の歯の一部が鋭い牙になっている。
その他の特徴として、驚異的な治癒能力を持つ、老化しない、夜目が利く、日中は強制的に眠りに落ちてしまう、日光に当たると皮膚が焼け爛れる、といった、伝承の吸血鬼と似たような特徴がある。一方で人間の頃と同じように、屍鬼狩りに現れた人間たちの襲撃を恐れ命乞いをするように、心理面では殆ど人間と変わらない描写もある。
また、超常的な力として「吸血した人間に暗示を掛け、命令に従わせられる」という能力を持つ一方、「幾何学模様や十字架などの物、神社や寺院などの霊的な場所を非常に恐れる」、「他人の管理する建物に無断で侵入できない」といった超常的な弱点も持っている。
屍鬼に吸血されて失血死した人間は屍鬼になる可能性があり、屍鬼になった場合は死亡後4〜5日ほどで復活する。屍鬼になるかどうかは体質に拠るところが大きく、屍鬼になれた者の血縁者は屍鬼になりやすい。全体的には屍鬼にならずそのまま死亡する割合のほうが高いと言われる。なお、「人間を殺害するまで吸血すること」は屍鬼にとって必須ではなく、屍鬼1人につき人間が4〜5人いれば、人間を生かしたまま屍鬼の生命維持ができるらしい。
人間にとって必須の体器官が必要ない上、出血させようにも多少の切創などはすぐ治癒してしまうため殺害不可能に見えるが、一度に大量の血液を失わせれば殺害できる。具体的には、心臓に杭を打つ、大動脈の破壊・切断、首を切り落とす、脳味噌を叩き潰す、といった方法が尾崎敏夫によって挙げられている。また、血液自体は(体表で)呼吸しているため、水中に沈めて溺死させることも可能とされている(肺呼吸はしていないため、首を絞める・麻酔といったものは効果がない)。
「埋葬された死者が復活し、人間を襲う」という事象は、外場村に「起き上がり」という伝承として伝わっており、屍鬼の大まかな性質は起き上がりと変わらないため、屍鬼の存在が明るみに出た際には、その事実は村人に比較的すんなり受け入れられた。村人からは屍鬼の事は専ら「起き上がり」と呼ばれ、屍鬼になることは「起き上がる」「起き上がった」と呼ばれる。
人狼（じんろう）
屍鬼と同じような性質を持っているが、屍鬼の持つ弱点のほとんどを克服している存在。名付け親は沙子で、由来は吸血鬼の奴隷が狼男であることが多い事から。
人間と同じように日中も活動し、吸血せずとも食事で生命を維持できる一方、吸血した人間への暗示など屍鬼と同じ能力も持ち、身体能力は人間や屍鬼よりも高い。こうした特徴から、人狼である辰巳は「人狼が(吸血生物の)本来の状態で、屍鬼はそのなり損ない」であると考えている。ただし屍鬼ほど極端ではないものの、霊的な物・幾何学的な模様に対する恐怖はある。
発生方法は屍鬼と同じく、人間が屍鬼や人狼に吸血されることであるが、人狼は屍鬼よりもかなり発生率が低い（2桁以上の人間が起き上がったが、発生したのは1、2名だった）。また、一度完全に死亡して数日後に復活する屍鬼と異なり、人狼は衰弱する過程で体が変化し、活動停止する期間がない（辰巳曰く、『人狼は死んでいない』とのこと）。
外場村（そとばむら）
人口わずか1300人、三方を尾根に囲まれた村。村には尾見川（おみがわ）という河川が流れている。江戸時代初期に竹村・田茂・安森・村迫の四家が拓いたとされ、樅を育てて卒塔婆を作ってきたことからその名が付いた。
外場村は、上外場・中外場・門前・下外場・外場・水口の6集落と山入の総称で、近年行われた市町村合併により「溝辺町外場」という地名になったのだが、村民は未だに「外場村」と呼んでいる。
山入（やまいり）
山奥の過疎集落。
村迫秀正と村迫三重子、大川義五郎が住む2軒の家屋しか残っていない。
尾崎医院（おざき いいん）
村唯一の病院。専門は内科医で、現在の医院長は尾崎敏夫。
ベッド数は個室を含め19床。入院施設はあるが人手が足りず、基本的に入院患者は受け付けていない。また、敏夫が医院長に就いて以降は空室のままである。
村では寺、兼正に続いて三番目の位置につけており、それが良くも悪くも村に大きな影響を与えている。
兼正（かねまさ）
代々村長の家系だった竹村家の屋号。
竹村家が村を辞去した後は屋敷のある土地を指している。山の斜面にあり、現在は洋館が建ち、桐敷家が住まう。
虫送り（むしおくり）
村内の穢れを境目であるもりに追い立てる祭。
鬼の面を付け、黒染めの衣を纏ったユゲ衆と呼ばれる人々が卒塔婆を背負って祠から祠へと練り歩き、村内部の穢れを道祖神に移し、村の境へと連れて行き祀り捨てる。また、ユゲ衆は成人男性に限られており、女性や子供は参加できない。ベットと呼ばれる藁で作られた人形も用いる。
弔組（とむらいぐみ）
村には葬儀社がない為、これに代わるもの。寺の檀家組織とは関係が深い。
高砂運送（たかさご うんそう）
夜中に度々現われる謎の引越し業者。
高砂松の模様が箱型トラックの荷台に描かれている。

## 登場人物
声優はアニメ版、VOMIC版の順に表記

### 主要人物
尾崎 敏夫（おざき としお）
声 - 大川透/白熊寛嗣
主人公格の一人。32歳。村で唯一の病院の院長。既婚者。先代である父が病で亡くなった為、大学病院を辞めて尾崎医院の院長職に就いた。「若先生」とも呼ばれる。血液型はA型。
専門は内科だが、必要であれば専門外の患者も診察している。ぶっきらぼうで不用意な憎まれ口を叩くことが多いが、医師としての責任感は強く、スタッフからの信頼も厚い。尾崎家の地位・権勢を第一と考える父を嫌っており、その父同様の考えを持つ母・孝江にも嫌気がさしている。また妻との仲も冷めており、結婚した理由も覚えていない。半ば別居しているような状態にある。室井静信や安森幹康とは幼馴染みである。ヘビースモーカー。
目的のためであれば手段を問わないタイプで、村を襲う異変を解決するための行動について静信と対立することも多い。体調の悪い者を診る医者という立場から、次々と起こる村人たちの死が病によるものではなく、未知の何者かが意図的に起こしているものだといち早く気づき、村を守るために起き上がりたちへの抵抗を試みる。当初は起き上がりの実在を受け入れられない村人たちを味方にできず孤立無援であったが、策略を駆使して起き上がりの存在を公にすることができた後は屍鬼狩り集団の中心格として指揮を執っている。
室井 静信（むろい せいしん）
声 - 興津和幸/杉山紀彰
主人公格の一人。32歳。寺院の息子。独身。村の人々からは「若御院」と呼ばれている。血液型はAB型。
本業は僧侶で、住職である父・信明が寝たきりになっているため、代行して寺全体を取り仕切っている。副業として小説を書いているが、ワープロに抵抗感があるため未だに原稿用紙を使っている。尾崎敏夫と安森幹康とは幼馴染みである。温厚で心優しい性格だが、繊細かつ結果より過程を重視する理想主義なところがあり、学生時代に自殺未遂を起こしたことがある。
山入での事件をきっかけに日々増えていく死者の数に違和感を覚え、敏夫とともに調査を開始。起き上がりの存在に気付き、彼らの糧が人間であり、生きるために人間を殺してきた事実を知ってからも、起き上がりたちを否定することができず擁護する側に回り、敏夫と対立することになった。
事件の全容を知る前から交流を重ねていた沙子に対し、哀れみを感じていた。屍鬼狩りが行われる直前、自殺に近いことを行っているのを理解しながらも兼正の家を訪問、沙子の食事兼話相手という身になる。
屍鬼狩りが始まる頃には衰弱しきっていたが、辰巳の希望もあり沙子を連れて兼正の家の包囲を脱出。脱出後は山中で力尽きるも人狼として目覚め、暴徒と化し沙子を襲っていた大川富雄を殺害。その後は沙子と共に村を脱出し、二人で生きているようである。
桐敷 沙子（きりしき すなこ）
声 - 悠木碧/
主人公格の一人。桐敷家の娘として村の外から一家で兼正の家に越してきた。血液型はAB型。
日光を因子とした全身性エリテマトーデスの罹患を理由に日中には外を出歩かない。静信の小説のファンであり、村にやってきたのは彼女の意向が強かった。小説を通して静信自身にも関心を持つようになっており、夜にたびたび静信の元を訪れている。
幼少期に父の知り合いであった、西洋人の人狼に襲撃されるも、蘇生した起き上がりである。本作における黒幕で、村に住まう起き上がりと人狼たちを統べる存在である。
13歳の中学1年生と称しているが、幼い頃に蘇生してから不老となっているだけで、実年齢は数十〜数百歳。両親としている正志郎・千鶴との血の繋がりもなく、大人の姿をしている彼らより年長である。読書好きで、外見とは裏腹に豊かな語彙と聡明さを見せる一方、まるで本当の子供であるかのような感情的で幼稚な言動をすることもあり、アンビバレンツな性格をしている。「ちゃん」付けなど、子供扱いされる事を嫌う。静信同様、頭脳明晰ではあるが情緒不安定気味である。
結城 夏野（ゆうき なつの）
声 - 内山昂輝/福山潤
15歳、高校1年生。両親が事実婚で入籍していないため、戸籍上は母方の「小出」姓で実質的な本名は「小出 夏野（こいで なつの）」だが、普段は父方の姓を名乗る。血液型はAB型。
名前は清原夏野に由来するが、名が女性的であることを気にしており名で呼ばれることを嫌っている。両親と共に外場村に移り住んで来たが、都会育ち故に村での生活を嫌っており、都会の大学への進学を志望している。度々勉強を教わるために武藤家を訪れており、徹と仲が良い。恵とはクラスメイト同士で、自分に対する好意に気付いているが、彼女に付きまとわれ鬱陶しく感じており、忌み嫌っている。複雑な環境に生まれ育ったため、ドライな性格をしている。
屍鬼の存在に早期から気づき立ち向かおうとしたが、屍鬼化した徹を退けることが出来ず、無抵抗のまま死亡した。
漫画版、アニメ版では人狼になり、尾崎と共闘する。しかし最終的には辰巳と共に地獄穴に落ち、漫画版では尖った岩に共に胸部を貫かれ絶命。アニメ版ではダイナマイトで自爆する。

武藤 徹（むとう とおる）
声 - 岡本信彦/
20歳。（アニメ版では高校三年生）夏野を実の弟の様に可愛がっており、仲が良い。就職しており、現在は研修活動中。スモーカー。
起き上がりとなるも、人間を殺す事を躊躇い続けており、家族に知られる事も恐れている。間接的に家族を人質に取られる形で、辰巳の命令により夏野を殺害。夏野を殺害してしまった罪の念に囚われ、苦悶する。国広律子に好意を寄せている描写もあるが、彼女をドライブに誘う前に死亡。
起き上がった後は目付役の静と共に行動していたが、夏野殺害後は沙子に気に入られて佳枝の下で働くようになる。
村迫 正雄（むらさこ まさお）
声 - 高橋伸也/
高校2年生。武藤保と田茂広也は同じ高校に通う同級生。よそ者であるためか夏野を毛嫌いしている。
兄弟と年が離れていたため甘やかされて育てられ、その後両親の興味が孫の博巳・智香に移って自分が構われなくなった寂しさから、自己顕示欲が強く身勝手、かつ底意地が悪い性格をしている。親に隠れて博巳・智香をいじめているが、彼らの母親である智寿子には感づかれており恨まれている。柚木の襲撃を受け死亡し、起き上がりとなる。起き上った事を良しとしており、山入内では恵と共に行動する事が多い。
村人の屍鬼狩りに遭い、智寿子に助けを求めようとして彼女に殺害される。
清水 恵（しみず めぐみ）
声 - 戸松遥/飯塚雅弓
15歳、高校1年生。8月26日生まれ。血液型はA型。
都会に対して過剰なまでの憧れを持っており、外場村の風習や生活をひどく嫌っている。都会育ちのクラスメイトである夏野に一方的な好意を抱いている一方で、田舎じみた行動の多い幼馴染みの田中かおりは一方的に軽蔑している。生まれ育った村での生活を嫌っているため、夏野と同様都会の大学への進学を希望しているが、夏野の目から見れば、都会へ出るには明らかな努力不足が見え、結局口だけで村からは抜け出せないタイプ。また、村を明らかに見下すような発言や奇抜な格好などのため、年長者からの評判はあまりよくない。村外の者である兼正の家に関心があり、憧れを抱いている。
桐敷家に招かれたところを襲撃され、死亡後起き上がりとなる。起き上った事を良しとしており、夏野と共闘しているかおりに対する嫉妬心から、かおりの父親を襲い起き上がりにしてしまう。最期は暴徒化した村人の襲撃を受けて死亡する。
田中 かおり（たなか かおり）
声 - 長嶋はるか/井ノ上奈々
中学校3年生。昭の姉。
清水恵とは幼馴染みで、親友だと思い慕っている。ラブという名前の長毛種の雑種犬を飼っている。お下げが特徴。野暮ったく、怖がりな性格。怖がりながらも、起き上がりのことを弟とともに調べようとするなど、いざというときは強い意志を見せる。
村の異変に早い段階で気が付き、弟・昭とともに兼正を探っていたところ夏野と出会う。家族が全員被害に遭い、屍鬼化後襲撃に来た父親を怒り任せで殺害。その後、清水恵の本性を知り、彼女に幻滅。呆然としながら村を去っていった。その後の消息は不明。
アニメ版では精神的に弱り、溝辺町の病院に入院している描写が描かれている。その後は昭と共に暮らしているようである。
田中 昭（たなか あきら）
声 - 川上慶子/折笠愛
中学校1年生。かおりの弟。
夏野を実の兄のように慕っている。好奇心旺盛で生意気な性格をしており、姉のかおりのことも呼び捨てにしているが困ったときには姉ちゃんと呼ぶ。
村の異変に早い段階で気が付き、かおりと共に兼正の家を見張るなど様子を窺っていた。夏野死亡後、伊藤郁美宅に潜入するも辰巳に捕えられ屍鬼化した前田巌の餌にされ死亡。その後床下へおざなりに埋められたが、その死体の発見は屍鬼狩りにあたっていた村人の意志を極めて強固なものにした。
アニメ版では夏野に危機一髪のところを救われる。その後はかおりと共に暮らしているようである。

### 外場村の人々

#### 寺院
室井 信明（むろい しんめい）
声 - 丸山詠二/
静信の父。住職。70代後半。脳卒中で倒れて以来、四肢に麻痺を生じ、寝たきりの生活を送っている。
長年寺を治めてきた住職という立場と、それに見合う人柄から村中から尊敬の目で見られており、体が不自由になってからも厳格な態度を崩さない。しかし内心はままならない体を抱えて死を待つだけという生活に強い恐怖を感じていた。健常な体を求めて自ら起き上がりに志望したが（尚屍鬼側を自宅に招く際には、妻や静信を危険に晒さないために招待状には自室のみに入るように書いている）、結局蘇生した後も元のように不自由な身体のままであった。身動きのとれぬまま塒としている廃墟の中で、大川富雄が屍鬼狩りのために現れた際、彼の手によってようやく死ねることを喜んでいた。
室井 美和子（むろい みわこ）
声 - 安芸けい子/
静信の母。旧姓・山村。
寺の奥方として、また穏やかな人柄から村人の尊敬を集めていたが、静信が起き上がり側に付く行動を取ったために寺ごと村の敵と見なされ、暴徒と化した村人たちに嬲り殺しにされる。
田所 光男（たどころ みつお）
声 - 石川ひろあき/
寺で雑務をしている男性。幼い頃から寺に通っており、静信たちからの信頼も厚い。
死んだはずの鶴見が自分の前に現れたことで起き上がりの存在を確信し、信明・静信失踪後も寺を守るため村に残ることを決意する。
田所 克江（たどころ かつえ）
光男の母。
池辺（いけべ）
声 - 中田隼人/
信明の弟子にあたる人物。村外から通勤。
角（すみ）
信明の弟子にあたる人物。実家は同宗派の寺で、次男。村外から通勤。
鶴見（つるみ）
声 - 内匠靖明/
信明の弟子にあたる人物。既婚。
屍鬼化後、光男に寺へ避難する様に助言する。

#### 尾崎医院
尾崎 恭子（おざき きょうこ）
声 - 水谷優子/
敏夫の妻。子供はいない。
敏夫との結婚を「医者なら誰でも良かった」とまで言っており、敏夫に対して愛情を抱いていない。村での生活を嫌っており、村外の市街部のマンションに1人で暮らしている。また、アンティーク・ショップを経営している。月に2、3回ほど村に戻ってくる。姑の孝江とは折り合いが悪い。30歳。村人からは「若奥さん」とも呼ばれる。
敏夫が異常に気が付いた頃には既に末期状態であり、死亡した後に起き上がりとなる。敏夫によって起き上がりの生態を探るための実験台にされ、激しい苦痛を伴う人体実験を繰り返された後に、敏夫の手により屍鬼としても死を迎える。
尾崎 孝江（おざき たかえ）
声 - 山像かおり/
敏夫の母。恭子のことを好いていない。
尾崎家の地位・権勢を第一と考えるが、尾崎医院の業務には一切関わろうとしない上、看護師らを使用人同然に扱っている。「大奥さん」とも呼ばれる。
寺は誰もが死後に世話になるが、病院は健常な限り必ずしも必要なものではないからと、病院よりも寺を上のものとして見る村人たちに対して憤りを感じ、一方的に寺を敵視している。敏夫が、寺の息子である静信と懇意であることを厭っている。家に忍び込んだ大川篤を起き上がりと知らずに高圧的に叱りつけるも、逆上した篤に惨殺される。
尾崎（おざき）
声 - 菅原正志/
敏夫の父で先代院長。故人。3年前、膵臓癌で倒れた。地位や名誉に価値を置く、非常に気位の高い人物。
国広 律子（くにひろ りつこ）
声 - ささきのぞみ/タルタエリ
尾崎医院で働く看護師（原作・漫画版共に、作品中では「看護婦」と表記）。太郎（たろう）という名前の柴犬の子犬を飼っている。村外の人間からプロポーズを受けているが、結婚して生まれ育った外場村から離れることを拒んでいる。母と、保育士の妹との3人暮らし。通称・律ちゃん。28歳、独身。
起き上がりとして蘇生後も他者の血を吸う事を拒否し、飢餓と闘う。最終的には、屍鬼化した武藤徹と一緒に、暴徒化した村人に杭を打たれ死亡。
永田 清美（ながた きよみ）
声 - 池谷香/
尾崎医院で働く看護師。既婚。小学校6年生の娘がいる。
屍鬼によって殺害された事が暗示されている。
橋口 やすよ（はしぐち やすよ）
声 - 沢田泉/
尾崎医院で働く看護師。看護師の中では最年長。
律子の餌として辰巳に拉致されるが、後に律子と徹により解放される。
汐見 雪（しおみ ゆき）
声 - 葉山いくみ/
尾崎医院で働く看護師。村外出身で、村外から通勤している。井崎聡子と仲が良い。
屍鬼によって殺害された事が暗示されている。
井崎 聡子（いさき さとこ）
声 - 岡田栄美/
尾崎医院で働く看護師。村外出身で、村外から通勤している。汐見雪と仲が良い。
雪がいなくなったのにも関わらず全く気にもとめない敏夫が原因で病院を辞めている。
屍鬼によって殺害された事が暗示されている。
高野 藤代（たかの ふじよ）
尾崎医院でパートとして働いている。孫がいる。
屍鬼によって殺害された事が暗示されている。
関口 ミキ（せきぐち ミキ）
尾崎医院でパートとして働いている。夫は既に他界しており、子供は全員遠方に出ている。
屍鬼によって殺害された事が暗示されている。
武藤（むとう）
声 - 内匠靖明/
尾崎医院の医療事務の事務長。息子の徹がまだ幼かった頃に村に引っ越してきた。既婚。妻と子供3人の5人家族。
尾崎敏夫が、村人の前に屍鬼化した桐敷千鶴を連れて行った事により屍鬼を認識するも、同時に徹に杭を打たざるを得ない可能性がある事を戸惑い村外へと逃げ出す。
十和田（とわだ）
声 - 増田隆之/
尾崎医院の医療事務をしている。
屍鬼によって殺害された事が暗示されている。
下山（しもやま）
声 - 高橋英則/
尾崎医院のレントゲン技師。村外から通勤している。既婚、子持ち。
屍鬼によって殺害された事が暗示されている。

#### 兼正
桐敷 正志郎（きりしき せいしろう）
声 - GACKT/
桐敷の当主で沙子の父とされている人物。元は会社社長であった。年齢は40代半ば。妻の千鶴同様、垢抜けた風貌をしている。
自分を虐げていた父母を殺害し、自分を「救ってくれた」起き上がりに憧れのようなものを感じており、沙子たちを援助している。その際、父母が起き上がらなかったことから血縁である自分も起き上がりとなれる可能性がないことを知り、自分が起き上がりになることは諦め、人間のまま彼女たちを支援する。辰巳曰く『沙子にとって自分たち屍鬼を認めてくれた数少ない人間』とのことであり、彼の安否が判らなくなった際には沙子も動揺していた。
屍鬼狩りの中心となっている敏夫を襲撃するも失敗、村人たちの反撃を受けて死亡する。
漫画版では結城夏野に吸血されたことで、倉橋佳枝を銃撃。千鶴ら彼にとっての家族のこれ以上害さないために、ライフルの銃口を自らの口に当て自決した。今わの際の言葉は桐敷千鶴への感謝であった。
アニメ版においては焼け落ちる屋敷と運命を共にした。
桐敷 千鶴（きりしき ちづる）
声 - 折笠愛/
沙子の母とされている人物。外見は20代後半〜30代前半だが、実年齢は不明。美しい容姿をしている。娘・沙子同様、SLEを患っていて、それが沙子にも遺伝していると公言しているが、戦中に蘇生した起き上がり。そのため沙子とは血縁関係はない。妖艶に男性を誘うような言動を好む。
外場での生活に飽きが来ており、起き上がりに抵抗しようと孤軍奮闘する敏夫に目をつけ、彼を狙う。その過程で敏夫に心を開きかけるも、それが敏夫の策略だと気づくことができず、最期は神社に引きずり込まれた後、公開処刑される。彼女の処刑は村人たちの目を覚まし、屍鬼狩り開始のきっかけを作ることとなった。人間だったころを懐かしむような言動もしている。
辰巳（たつみ）
声 - 高木渉/疋田高志
桐敷家の使用人の男性。「辰巳」は名字。外見は20代だが、実年齢は不明。
笑顔を浮かべていることの多い、人当たりのいい青年。沙子に血を吸われたことによって人狼となっているが、沙子を恨むことはなく、彼女を支え続ける。沙子に対しては献身的だが、手下の起き上がりたちに対しては高圧的でサディスティックな面がある。
人間の血を必須とする屍鬼が人間以上に繁栄できないことを理解しており、沙子の計画はいつか破綻すると考えているが、辰巳本人曰く虚無主義者であるため、その破綻に抗おうとする沙子に従っている。
江渕（えぶち）
声 - 松田健一郎/
桐敷家の医者。起き上がり。初老の男性。沙子の家庭教師でもある。楠ガソリンスタンドの隣の空き家に奇妙な診療所を建て、話題になる。
暴徒化した村人から逃れる為にパイプラインへと逃げ込むが、発見され、頭部を割られ死亡した。
倉橋 佳枝（くらはし よしえ）
声 - 喜多村英梨/
桐敷家の使用人の中年女性。人狼の一人であり山入を任される（但しアニメ版では若い女性）。
漫画版では桐敷正志郎にライフルで頭を銃撃されたことで、大幅な機能障害を起こす。最後は自爆して死亡する。

#### 山入
村迫 秀正（むらさこ ひでまさ）
三重子の夫。後藤田ふきの兄。8月6日、変わり果てた姿で発見される。享年75。
村迫 三重子（むらさこ みえこ）
秀正の妻。8月6日、秀正と共に遺体で発見される。享年68。
大川 義五郎（おおかわ ぎごろう）
大川富雄の伯父。高血圧の為、尾崎医院から薬を処方されている。1人暮らし。8月6日、変わり果てた姿で発見される。享年77。
声 -

#### 結城家
結城（ゆうき）
声 - 遠藤大輔/
夏野の父。工房を経営している。都会生れの都会育ちで、田舎暮らしに憧れて1年前に村に引っ越してきた。喫茶店「クレオール」の常連のひとり。30代後半。
呪いや幽霊といったオカルトが大嫌い。梓共々、今の社会の在り方に疑問を持っている。そのため、結婚にも疑問を持ち、籍を入れていない。夏野の死後も起き上りの存在を受け入れる事を拒み続けたが、千鶴の処刑を目の当たりにした事で現実を受け入れ、屍鬼狩りに参加する。
外場村の中では新参者であり、村に地縁がないことを気にしていたが、それは夏野の死という最悪の形をきっかけとして手に入れることになった。
漫画版では夏野の死をきっかけに狂人となり、起き上がり人狼となった夏野のために海亀のスープを作るようになる。夏野が辰巳と対決した際は、彼を援護して辰巳の喉をライフルで撃ち抜く。辰巳を道連れ奈落の底に落ちる夏野との別離では、全てを理解した笑みを浮かべ、息子を見送った。自身は狂人となり、息子が今わの際となったその時に、ようやく親子が相互理解を得たという象徴的なシーンとなった。
アニメ版では梓の失踪と夏野の死のショックにより、髪の色は薄くなり精神も崩壊してしまう。しかし全てが終わった後、焼け野原になった外場村を出発するバスに、加奈美ややすよと一緒に乗り込み、乗り合わせた田中姉弟に微笑みかけるというラストが描かれた。
小出 梓（こいで あずさ）
声 - 石川綾乃/
結城の同居人で、夏野の母。夫と同じ都会生れの都会育ち。結城と共に工房を経営。
夏野は大学生のころに産んだ子だが、改姓を拒んだ為、入籍はしていない。夏野の死後、工房を出て行き失踪。
屍鬼によって殺されたことが暗示されている。
漫画版とアニメ版では夏野の死をきっかけに、書置きを残して村を去る。以後の消息は不明。

### その他の村民
大川 富雄（おおかわ とみお）
声 - 石井康嗣/
「大川酒店」を経営。消防団の1人。豪放な性格で、一度激昂してしまうと手がつけられない。息子の篤とは対立ばかりしている。
村を騒がせる怪事に怒りを募らせ、起き上がりの存在が明らかになると自ら屍鬼狩りに志願。屍鬼となった篤を躊躇なく殺害し、裏切り者として寺の人間を殺害したり沙子を嬲り殺そうとするなど、暴徒と化す。人狼化した室井静信に殺害される。
大川 かず子（おおかわ かずこ）
富雄の妻。
大川 浪江（おおかわ なみえ）
声 - 片貝薫
富雄の母。篤たちの祖母。篤に対しては口うるさく、何か起こる度に富雄に言いつける。
起き上った篤に、絞殺される。
大川 篤（おおかわ あつし）
声 - 松田健一郎/
富雄とかず子の長男。
高校卒業後も定職につけず、家業の手伝いをしており、村を出て行きたいという気持ちはあるものの抜け出せずにいる。気が荒く、配達のバイクの運転も荒い。コンプレックスが強く、父親と祖母とは対立ばかりしている。20代。
起き上がってからは、吸血はするが最終的に相手を殺害してしまう悪癖があり、そこを千鶴に気に入られる。屍鬼狩りから逃れるうち、尾崎医院に逃れるが、そこで出会った孝江が浪江と重なり思わず殺害。そのまま尾崎医院の中に隠れていたところを富雄の手で殺害される。
大川 瑞恵（おおかわ みずえ）
富雄とかず子の長女。篤の妹。
大川 豊（おおかわ ゆたか）
富雄とかず子の次男。篤と瑞恵の弟。高校1年生。
大川 長太郎（おおかわ ちょうたろう）
茂の父。
大川 規恵（おおかわ のりえ）
茂の母。
大川 茂（おおかわ しげる）
長太郎と規恵の息子。会社員。33歳、独身。
前田 巌（まえだ いわお）
声 - 菅生隆之/
勇の父。元子との折り合いが悪い。壮健で、病気ひとつしたことがない。
起き上った後、辰巳によって拉致された田中昭を襲撃する。又、元子を除く前田家の者を襲撃し、殺害したのも彼である。
前田 登美子（まえだ とみこ）
声 - 横尾まり/
勇の母。元子との折り合いが悪い。医者嫌い。
前田 勇（まえだ いさみ）
声 - 中田隼人/
元子の夫。JA勤務で、清水武雄は同僚。
前田 元子（まえだ もとこ）
声 - 阪本智美/
勇の妻。一男一女の母。
舅の巌、姑の登美子とは折り合いが悪い。両親は既に他界しており、村内にいる兄は家を継いでいる。心配性のせいかヒステリックになりがちなところがある。息子の茂樹が交通事故に遭って以来、ひょんなことで我が子を失ってしまうのではないかという恐れに異常に囚われるようになり、子供たちに対して過保護気味になっている。ドライブイン「ちぐさ」でパートとして働いており、矢野加奈美と仲が良い。
志保梨と登美子の死により巌が起き上がったと確信、巌を憎悪し、過剰なほど茂樹を守る姿勢をとる。結局茂樹も失うこととなったが、半ば精神を病みながらも巌への憎悪から屍鬼狩りに参加する。
前田 茂樹（まえだ しげき）
声 - 五十嵐裕美/
勇と元子の息子。小学生（低学年）。
前田 志保梨（まえだ しおり）
声 - 金元寿子/
勇と元子の娘。6歳（小学生）。
前田 時夫（まえだ ときお）
勇の年上の従兄弟。消防士。
前田 利香（まえだ りか）
時夫の妻。元子と同い年。村内から嫁いだ。
武藤 静子（むとう しずこ）
声 - 沢田泉/
尾崎医院で働く武藤の妻。
武藤 葵（むとう あおい）
声 - 斉藤佑圭/
武藤と静子の長女。徹の妹で、保の姉。18歳、高校生3年生。商業科に通っている。
武藤 保（むとう たもつ）
声 - 内匠靖明/
武藤と静子の次男。17歳、高校2年生。夏野とは違う高校に通っている。村迫正雄と田茂広也は同級生。
安森 義一（やすもり ぎいち）
徳次郎の兄で、一成の父。パーキンソン病で寝たきり。74歳。
安森 一成（やすもり かずなり）
義一の息子。「丸安工業」を経営。
安森 厚子（やすもり あつこ）
声 - 水谷優子/
一成の妻。
安森 和也（やすもり かずや）
一成と厚子の息子。「丸安工業」を経営。
安森 淳子（やすもり じゅんこ）
声 - 野浜たまこ/
和也の妻。奈緒と仲が良い。
安森 徳次郎（やすもり とくじろう）
声 - 塾一久/
義一の弟で、節子の夫。檀家総代のひとり。「安森工務店」を経営。
安森 節子（やすもり せつこ）
声 - 沢田敏子/
徳次郎の妻。
安森 幹康（やすもり みきやす）
声 - 中田隼人/
徳次郎と節子の息子。奈緒の夫。「安森工務店」を経営。尾崎敏夫と室井静信の幼馴染み。28歳。
安森 奈緒（やすもり なお）
声 - 伊藤美紀/
幹康の妻。6歳の頃に両親に捨てられた過去を持つ。淳子と仲が良い。村外から嫁いできた。26歳。
起き上がった後、家族を襲い続けるも一人として起き上がることはなかった。暴徒化した村人から逃れる為にパイプラインへと逃げ込むが、発見され、杭を打たれる。
TVアニメ版の製品盤8巻の特典20.5巻では彼女の最後が若干変更され、パイプラインから引きずり出されて拘束され、日光で焼き殺されるという凄惨な拷問の果てに、彼女と懇意にしていた長谷川の、せめて一思いに死なせたいと心臓を鉄パイプで貫かれて息を引き取った。
安森 進（やすもり すすむ）
声 - 中隈志保
幹康と奈緒の息子。3歳。
安森 誠一郎（やすもり せいいちろう）
米子の夫。
安森 米子（やすもり よねこ）
誠一郎の妻。
安森 弘二（やすもり こうじ）
誠一郎と米子の息子。母親の米子には頭が上がらないマザコン。
安森 日向子（やすもり ひなこ）
弘二の妻。姑の米子とは折り合いが悪い。
田中 良和（たなか よしかず）
声 - 中田隼人/
佐知子の夫。かおりと昭の父。役場に勤める公務員。
起き上がった後、佐知子を襲う。最終的にはかおりに殺害される。
田中 佐知子（たなか さちこ）
声 - 安芸けい子/
良和の妻。かおりと昭の母。専業主婦。口うるさく、少々短気。
ラブ
声 - 内匠靖明/
かおりのペットの犬。
清水 徳郎（しみず とくろう）
武雄の父。恵の祖父。熱血漢で激昂しやすい。
清水 武雄（しみず たけお）
声 - 石川ひろあき
恵の父。JA勤務。冷静で理論家。喫茶店「クレオール」に度々訪れる。
清水 寛子（しみず ひろこ）
声 - 不明（未クレジット）
恵の母。
清水 雅司（しみず まさじ）
隆司の父。「清水園芸店」を経営。
清水 隆司（しみず りゅうじ）
雅司の息子。41歳。
清水 裕美（しみず ゆみ）
隆司の妻。
清水 祐（しみず ゆう）
隆司の息子。雅司の孫。高校3年生。
村迫 宗秀（むらさこ むねひで）
声 - 塚田正昭/
良子の夫。「村迫米穀店」を経営。
村迫 良子（むらさこ りょうこ）
宗秀の妻。故人。
村迫 英輝（むらさこ ひでき）
宗秀と良子の次男。遠方に出ている。33歳。
村迫 宗貴（むらさこ むねたか）
声 - 増田隆之/
宗秀と良子の長男。35歳、既婚。
村迫 智寿子（むらさこ ちずこ）
声 - 寺門真希
宗貴の妻。息子の博巳が正雄によるいじめを受けていることに気付いており、正雄のことを嫌っている。
後に起き上がりとなった彼を殺害した。
村迫 博巳（むらさこ ひろみ）
声 - 鈴木美咲
宗貴と智寿子の息子。智香の兄。正雄に度々いじめられている。9歳。
村迫 智香（むらさこ ちか）
宗貴と智寿子の娘。小学校2年生。
加藤 義秀（かとう よしひで）
澄江の夫。
加藤 澄江（かとう すみえ）
声 - 片貝薫/
義秀の妻。
加藤 ゆきえ（かとう ゆきえ）
実の母。裕介の祖母。
加藤 実（かとう みのる）
30代半ば。裕介の父で、妻は故人。電気店を経営。喫茶店「クレオール」に度々訪れる。大人しく、物静かな性格。
加藤 裕介（かとう ゆうすけ）
小学校1年生。実の息子。人見知りが激しく、兼正の家を不審に感じている。
矢野 妙（やの たえ）
声 - 片貝薫/
加奈美の母。後藤田ふきと仲が良い。
死後、起き上がりとなるが監視者の不注意で小屋を飛び出し、わけもわからないまま帰宅してしまう。その後は自宅で加奈美によって匿われることとなる。
矢野 加奈美（やの かなみ）
声 - 野浜たまこ/
妙の娘で、妙と二人暮らしをしている。女手ひとつでドライブイン「ちぐさ」を経営している。夫と2人の子供がいたが、夫の女性関係が問題で5年前に離婚している。子の親権は夫に渡った。前田元子と仲が良い。38歳、独身。
死んだはずの母が起き上がりとして帰ってきたことに戸惑うが、最終的には自分の血を提供してでも母とともに生きることを望むようになる。
後藤田 ふき（ごとうだ ふき）
秀司の母。山入に住んでいる村迫秀正の妹。矢野妙と仲が良い。67歳。
後藤田 秀司（ごとうだ しゅうじ）
ふきの息子。末っ子で、兄達は結婚して村を出ている。内向的だが激昂しやすい性格。39歳、独身。後に起き上がりとなる。
後藤田 久美（ごとうだ くみ）
響子の母。衣装店経営。
後藤田 響子（ごとうだ きょうこ）
久美の娘。40歳。
田茂 定市（たも さだいち）
声 - 広瀬正志/
キヨの夫で、定次の兄。実質上の村長。
田茂 キヨ（たも キヨ）
定市の妻。
田茂 定文（たも さだふみ）
声 - 宮下栄治
定市とキヨの息子。中学校教師。
田茂 広也（たも ひろや）
定文の息子。高校2年生、陸上部所属。武藤保、村迫正雄は同級生。
田茂 定次（たも さだじ）
聡美の夫で、定市の弟。「スーパーたも」を経営。
田茂 聡美（たも さとみ）
定次の妻。「スーパーたも」を経営。
田茂 悠子（たも ゆうこ）
定次と聡美の娘。既婚。
松尾 誠二（まつお せいじ）
有香子の夫。弔組の世話役。
松尾 有香子（まつお ゆかこ）
誠二の妻。
松尾 康志（まつお やすし）
高志の父。
松尾 高志（まつお たかし）
康志の息子。静と潤の父。
松尾 静（まつお しずか）
声 - 飯野茉優/
高志の娘。潤の姉。11歳。後に起き上がりとなる。
松尾 潤（まつお じゅん）
高志の息子。
小池 昌治（こいけ まさはる）
声 - 石井康嗣/
弔組の世話役。痩躯だが頑健な身体つきをしている。
大塚康幸、広沢高俊によって拉致される。
小池 保雄（こいけ やすお）
昌治の息子。NTTに務める電話技師。
小池 董子（こいけ とうこ）
保雄の娘で、昌治の孫。中学3年生。田中かおりの同級生。
小池 郁生（こいけ いくお）
保雄の息子で、昌治の孫。
国広 康恵（くにひろ やすえ）
尾崎医院で働く国広律子の母。田畑からわずかな収穫を得て生活している。夫は律子らが幼い頃に他界している。
国広 緑（くにひろ みどり）
声 - 中村知子
康恵の次女。律子の妹。保育士。
楠 正也（くすのき まさや）
村で唯一のガソリンスタンドを経営。既婚。2人の息子がおり、長男は既婚。
楠 章二（くすのき しょうじ）
正也の次男。
広沢（ひろさわ）
声 - 松田健一郎/
中学校の教師。担当は英語。既婚、4歳の娘がいる。喫茶店「クレオール」の常連のひとり。
広沢 豊子（ひろさわ とよこ）
高俊の母。
広沢 高俊（ひろさわ たかとし）
声 - 梶川翔平/
豊子の息子。28歳。突然辞職届を提出し、パチンコ屋で倒れ、死亡した。後に起き上がる。
暴徒化した村人から逃れるためにパイプラインへと逃げ込むが、発見され、杭を打たれる。
広沢 麻由美（ひろさわ まゆみ）
以前は村外の信用金庫で働いていたが、結婚を機に退社、「スーパーたも」のレジで働きだした。三世代同居で、子供はいない。既婚（旧姓は「大川」）。
広沢 武子（ひろさわ たけこ）
声 - 安芸けい子/
「タケムラ文具店」で井戸端会議に興じるひとり。
広沢 隆文（ひろさわ たかふみ）
林業と農業を営んでいる。既婚。
竹村 源一（たけむら げんいち）
金物屋を経営。
竹村 美智夫（たけむら みちお）
村に住む男性。
竹村 ムネ（たけむら ムネ）
かつて木工所を開いていた。後に引越しし、その場に一風変わった葬儀社が建つ。引越し後の消息は不明。
竹村 タツ（たけむら タツ）
「タケムラ文具店」経営者。村外に嫁いでいたが、夫が戦死し、死別した為に村に戻ってきた。
店の立地条件から、日中に村を出入りする者は必然的にタツの前を通ることになるため、村人や車の出入りには詳しい。また、暇を持て余した老人達の噂話に付き合っていたこともあって、村の異変にも早い段階から気付き始める。
佐藤 笈太郎（さとう おいたろう）
声 - 石川ひろあき/
「タケムラ文具店」で井戸端会議に興じる老人のひとり。都会に息子がいる。趣味はカメラ(フィルムが入っているかは不明)。
大塚 弥栄子（おおつか やえこ）
声 - 片貝薫
「タケムラ文具店」で井戸端会議に興じる老人のひとり。
大塚 吉五郎（おおつか きちごろう）
隆之の父。家業の「大塚製材」で働いている。
大塚 隆之（おおつか たかゆき）
吉五郎の息子。家業の「大塚製材」で働いている。
大塚 浩子（おおつか ひろこ）
隆之の妻。
大塚 康幸（おおつか やすゆき）
声 - 遠藤大輔/
隆之と浩子の息子。家業の「大塚製材」で働いている。内気な性格。35歳、独身。
伊藤 郁美（いとう いくみ）
声 - ならはしみき/
祈祷師の真似事をして生計をたてている。
奇妙な言動からか、村の人々からは神がかっていると思われ、娘の玉恵と共に親子で孤立している。村外から嫌々嫁いできたが、夫は既に他界しており、2人の息子も儲けるも早くに亡くした。度々「タケムラ文具店」の井戸端会議に顔を出す。
桐敷家が起き上がりの親玉だと触れ回り、半信半疑の村人を引き連れ兼正の屋敷に押しかける。
明確な根拠を持つわけでもないのに、日頃からの宗教めいた思考の末に、起き上がりの存在に早くから気づいた者の一人である。
伊藤 玉恵（いとう たまえ）
声 - 不明（未クレジット）
郁美の娘。常に母に振り回されている。痩せた母親とは対照的な肥満体型。気が弱い。35歳前後、独身。
石田（いしだ）
声 - 中田隼人/
役場の保険係。
石田 千枝（いしだ ちえ）
石田の妻。
長谷川（はせがわ）
声 - 中田隼人/
喫茶店「クレオール」を経営。商社に勤めていたが、息子を亡くしたことを機に退社し、4年前に村に引っ越してきた。既婚。
TVアニメ版では安森奈緒と交流があったと言う設定が追加されている。
長谷川 ちよみ（はせがわ ちよみ）
声 - 小林沙苗/
長谷川の妻。喫茶店「クレオール」を経営。
松村 安造（まつむら やすぞう）
声 - 増田隆之/
「大川酒店」勤務。気が小さい。大川富雄より10歳年上。
松村 康代（まつむら やすよ）
安造の娘。父親に似ず、しっかり者。20代半ば。
田代 正紀（たしろ まさき）
声 - 内匠靖明/
留美の夫。村で唯一の書店である「田代書店」を経営。喫茶店「クレオール」の常連のひとり。34歳。
田代 留美（たしろ るみ）
正紀の妻。「田代書店」を経営。
田代 孝（たしろ たかし）
正紀と留美の息子。10歳。
太田 剛造（おおた ごうぞう）
健治の父。
太田 健治（おおた けんじ）
剛造の息子。高校教師。53歳。
太田 道代（おおた みちよ）
清水武雄宅の隣家の住人。
行田 文吾（ぎょうだ ぶんご）
悦子の夫。
行田 悦子（ぎょうだ えつこ）
文吾の妻。
高見（たかみ）
声 - 内匠靖明
駐在警察官。2人の子供がいる。後に行方不明となる。
高見 秀子（たかみ ひでこ）
高見の妻。
森（もり）
薬局を経営。尾崎医院の薬剤師である。村外から通勤している。
前原 セツ（まえはら セツ）
村に住む独居老人。注射嫌いで、狭心症の傾向がある。
千代（ちよ）
雑貨屋を経営。寡黙で表情に乏しい老女。夫は既に他界。毎朝、勤行に訪れる。
支倉 糸子（はせくら いとこ）
勤行に度々訪れる独居老人。
本橋 鶴子（もとはし つるこ）
村に住む独居老人。
奈良（なら）
JA勤務。
今泉（いまいずみ）
辞職した所長の後任の出張所所長。
小川（おがわ）
出張所次長。
田村 弘岳（たむら ひろたけ）
木工所で働く老人。腰部脊椎症で、度々病院を訪れる。
山崎 和歌（やまざき わか）
村に住む女性。夫、2人の子供（娘と息子）がいる。伊藤郁美宅に助けを求める。
滝 重造（たき じゅうぞう）
加藤ゆきえの同級生。
富幸（とみこう）
荒物屋を経営。
柚木（ゆずき）
声 - 町田政則/
図書館の男性司書。子供好きで子供のためならどんなことでもする優しい人物。
起き上がりとなってからは、好んで男児の血ばかりを狙い襲うようになる。パイプラインに逃げ込んだが、杭を撃たれて死亡する。
速見（はやみ）
声 - 飛田展男/
村に新しくできた葬儀社の社長。一風変わった形式での葬儀が話題になる。人狼の一人である。
三上（みかみ）
喫茶店「クレオール」勤務。
武田（たけだ）
「安森工務店」勤務。
マコト
加藤裕介宅の近所に住む子供。3歳。名字は不明。
大沢（おおさわ）
郵便局の局長。既婚。
長田（ながた）
郵便局の局員。
佐々木（ささき）
声 - 高橋伸也/
高見の後任の駐在警察官。30歳前後、独身。起き上がり。
暴徒化した村人から逃れるためにパイプラインへと逃げ込むが、発見され、杭を打たれる。

### 外場村以外の人々
谷口（たにぐち）
村外にある国立病院に勤務。尾崎敏夫の大学の7年上の先輩で、敏夫と同じく内科医。
津原（つはら）
出版社勤務。室井静信の大学時代の先輩。

## 刊行情報
- 単行本（新潮社、ハードカバー、1998年9月発行）
  - 上巻 - ISBN 4103970022
  - 下巻 - ISBN 4103970030
- 文庫版（新潮文庫、2002年1月 - 同年2月発行）
  - 第1巻 - ISBN 410124023X
  - 第2巻 - ISBN 4101240248
  - 第3巻 - ISBN 4101240256
  - 第4巻 - ISBN 4101240264
  - 第5巻 - ISBN 4101240272

文庫解説は宮部みゆきによる。

## 翻訳
- 中国大陸（簡化字）
  - 吉林出版集団有限責任公司（既刊）

- 臺灣（正體字）
  - 尖端出版社（既刊）

## 漫画版
本作品を原作にした、作画・藤崎竜によるコミカライズ作品。月刊漫画雑誌『ジャンプスクエア』（集英社）にて2008年1月号から2011年7月号まで連載された。

### 概要
コミックス累計110万部を突破している。また、高評価により廉価版および電子書籍版が制作された。
本作の内容はホラー（サスペンスおよびアクション）を強調すると同時に、それぞれの登場人物に個性が付け加えられており、前作『封神演義』と同じく娯楽性が追加しているのも特徴。
また、『封神演義』を含む他の作品のオマージュ的表現も多々含まれている。
特に扱いが変わったのが結城夏野で、原作では途中退場する彼は、本作ではそうはならず、物語の主役としての位置を占め、特に後半のキーパーソンたる立場となる。またこれにより田中かおり、田中昭の描写も原作とは大きく異なるものとなった。
尚、原作小説と大きく異なるストーリー展開だが、漫画化の際に当の小野不由美から「原作をなぞるのみにしない」という条件が出ているためである。後述のテレビアニメ版はこちらを基にしている。
2008年12月4日から、集英社音声・動画配信ポータルサイト「ヴォイスコミックステーション」にてVOMICが配信された。全4話。

### 物語（漫画版）
199X年。人口1300人の小さな村、外場村。外部からは1本の国道しか繋がっておらず、周囲から隔離され、土葬の習慣も未だ残っている。そんなある日、山入地区で3人の村人の死体が発見された。それは村を見下ろす高台に建てられた、城のような屋敷に桐敷の一族が引っ越して来てから起きていた。村で唯一の医者・尾崎敏夫は、このことに不信感を持つが、村人達の判断で事件性は無いとされ、通常の死として扱われた。しかし、その後も村人が次々と死んでいき、異変は加速していった。死の連鎖は止まらず、医師・尾崎は苦悩する。
しかしやがて屍鬼の存在に気付いた尾崎は、村を救おうと躍起になる。しかし、意見の違いにより幼馴染の室井静信と袂を分かつことに・・・。
一方、同じく屍鬼の存在に気付いた結城夏野は桐敷の使用人であり人狼である辰巳の策謀と、屍鬼と化した武藤徹によって殺害される。だが結城夏野は死亡せず、人狼となって蘇った。その頃、尾崎は屍鬼の存在を伝えようにも友人達は誰もそれを信用せず、また桐敷千鶴によって外部への連絡手段も断たれ、孤立を深めていた。そんな彼に手を差し伸べたのが、辰巳と同じく人狼となった夏野であった。二人は共闘し、屍鬼を駆逐することを誓う。そして尾崎は桐敷千鶴に襲撃を受けるが、事前に夏野が仕込んだ策謀によって、逆に桐敷千鶴を罠に嵌める事に成功する。そして霜月神楽において千鶴を公開処刑することで、ようやく村人に屍鬼の存在を気付かせたのであった。
屍鬼狩りにより次々と屍鬼は村人たちに杭を打たれた。辰巳は首領である桐敷沙子を室井静信に託し、一緒に逃走するよう頼む。次々に狩られていく屍鬼。だがその過程で、山火事が発生し村は炎に飲み込まれる。沙子を室井静信に託した辰巳は夏野に討たれ、夏野と共に死亡。火事や屍鬼狩りから逃げようとした沙子は、尾崎と共に屍鬼狩りの中心となっていた大川富雄に殺害されかけるが、それを人狼化した静信が救い、二人は村を出る。村は崩壊し、住人は離散した。その後、静信は書き上げた小説を出版社の担当に全て託し、沙子を連れ、夜の都会の喧騒の中へと消えていった。その後の消息は不明。

### 書籍情報
- 単行本（小野不由美原作、藤崎竜漫画 『屍鬼』 集英社〈ジャンプ・コミックス〉、全11巻）
- 販売後、電子書籍化もされている。
  - 2008年7月4日発売 - ISBN 4-08-874549-3
  - 2008年7月4日発売 - ISBN 4-08-874550-7
  - 2008年10月3日発売 - ISBN 4-08-874585-X
  - 2009年2月4日発売 - ISBN 4-08-874645-7
  - 2009年7月3日発売 - ISBN 4-08-874707-0
  - 2009年10月2日発売 - ISBN 4-08-874744-5
  - 2010年2月4日発売 - ISBN 4-08-870007-4
  - 2010年7月2日発売 - ISBN 4-08-870077-5
  - 2010年10月4日発売 - ISBN 4-08-870121-6
  - 2011年2月4日発売 - ISBN 978-4-08-870199-8
  - 2011年7月4日発売 - ISBN 978-4-08-870267-4
- 文庫版（小野不由美原作、藤崎竜漫画  集英社、全6巻）
  - 2016年7月15日発売 - ISBN 978-4-08-619637-6
  - 2016年7月15日発売 - ISBN 978-4-08-619638-3
  - 2016年8月18日発売 - ISBN 978-4-08-619639-0
  - 2016年8月18日発売 - ISBN 978-4-08-619640-6
  - 2016年9月16日発売 - ISBN 978-4-08-619641-3
  - 2016年9月16日発売 - ISBN 978-4-08-619642-0

## テレビアニメ版
漫画版『屍鬼』を元に制作されたテレビアニメ。2010年7月より12月まで、フジテレビ、BSフジ「ノイタミナ」枠ほかフジテレビ系列にて放送された。放送されたのは全22話だがDVD, Blu-ray版では未放送の2話が収録されている。これにはオンエア版になかった予告が追加されており、未放送の2話を組み込んだ順番になっている。
ストーリーはほぼ漫画版に忠実だが、終盤はアニメが漫画連載を追い越したこともあり、物語後半は漫画版より原作に比較的忠実な展開で進んだ。

### スタッフ
- 監督 - アミノテツロ[1]
- シリーズ構成 - 杉原研二[1]
- キャラクターデザイン・総作画監督 - 越智信次[1]
- 美術監督・美術設定 - 立田一郎
- 色彩設計 - 澁谷圭子[1]、馬庭由佳[1]
- 撮影監督 - 佐々木正典[1]
- 編集 - 松村正宏
- 音響監督 - 網野哲郎
- 音楽監督 - 原田扶美子
- 音楽 - 高梨康治[1]
- 音楽プロデューサー - 佐野弘明
- 音楽制作 - アニプレックス、フジパシフィック音楽出版
- チーフプロデューサー - 勝股英夫、山本幸治
- プロデューサー - 阿部愛、井上貴允、尾崎紀子、磯野英夫、本安哲人
- アニメーションプロデューサー - 安西武、西岡大輔
- アニメーション制作 - 童夢[1]
- 制作 - 屍鬼製作委員会[1]（アニプレックス、フジテレビジョン、集英社、電通、ダックスプロダクション）

### 主題歌
オープニングテーマ
「くちづけ」（第1話 - 第11話）
作詞 - 櫻井敦司 / 作曲 - 今井寿 / 編曲・歌 - BUCK-TICK
「カレンデュラ レクイエム」（第12話 - 第22話）
作詞・作曲 - kanon / 編曲 - kanon、涌井啓一、千葉直樹 / 歌 - kanon×kanon
エンディングテーマ
「walkの約束」（第1話 - 第11話）
作詞 - nangi / 作曲・編曲 - 末光篤（SUEMITSU & THE SUEMITH） / 歌 - nangi
「月下麗人」（第12話 - 第22話）
作詞 - 櫻井敦司 / 作曲 - 今井寿 / 編曲・歌 - BUCK-TICK

### 各話リスト
| 話数                                    | 脚本       | 絵コンテ       | 演出     | 作画監督                                                       |
| --------------------------------------- | ---------- | -------------- | -------- | -------------------------------------------------------------- |
| 第遺血（いち）話                        | 杉原研二   | 井出安軌       | 土屋康郎 | しんごーやすし                                                 |
| 第腐堕（ふた）話                        | 杉原研二   | おざわかずひろ | 小林孝志 | 山本健一朗、大和田直之 木下由美子                              |
| 第惨（さん）話                          | 石川あさみ | 山崎たかし     | 福本潔   | 渡辺奈月                                                       |
| 第死（し）話                            | 平林佐和子 | 井出安軌       | 岡村正弘 | 輿石暁                                                         |
| 第偽（いつ）話                          | 新宅純一   | おざわかずひろ | 寺澤伸介 | 石川真理子、寺澤伸介                                           |
| 第髏苦（ろく）話                        | 杉原研二   | 山崎たかし     | 土屋康郎 | 酒井智史                                                       |
| 第弑魑（しち）話                        | 新宅純一   | 小林孝志       | 小林孝志 | 渡辺浩二                                                       |
| 第夜（や）話                            | 高木登     | おざわかずひろ | 福本潔   | 渡辺奈月                                                       |
| 第柩（きゅう）話                        | 石川あさみ | 寺澤伸介       | 寺澤伸介 | 寺澤伸介                                                       |
| 第悼（とう）話                          | 平林佐和子 | おざわかずひろ | 岡村正弘 | 輿石暁、鳥山冬美                                               |
| 第悼と悲屠（ひと）話                    | 新宅純一   | 山崎たかし     | 福本潔   | 渡辺奈月                                                       |
| 第悼と腐汰（ふた）話                    | 高木登     | 池端隆史       | 土屋康郎 | 酒井智史、長谷川亨雄 佐藤敏明、都竹隆治 窪敏                   |
| 第悼と惨（さん）話                      | 平林佐和子 | おざわかずひろ | 秦義人   | 奥野浩行                                                       |
| 第悼と死（し）話                        | 石川あさみ | 沼田誠也       | 米田和博 | 江上夏樹、清水勝祐                                             |
| 第悼と偽（いつ）話                      | 杉原研二   | おざわかずひろ | 福本潔   | 渡辺奈月                                                       |
| 第悼と髏苦（ろく）話                    | 杉原研二   | 松尾衡         | 岡村正弘 | 輿石暁、鳥山冬美 宮崎修治                                      |
| 第悼と弑魑（しち）話                    | 平林佐和子 | おざわかずひろ | 秦義人   | 奥野浩行                                                       |
| 第悼と夜（や）話                        | 杉原研二   | 寺澤伸介       | 寺澤伸介 | 澤崎誠、橋立佳奈 山田裕子                                      |
| 第悼と柩（きゅう）話                    | 杉原研二   | おざわかずひろ | 福本潔   | 渡辺奈月                                                       |
| 第腐汰悼（ふたとう）話                  | 石川あさみ | 沼田誠也       | 嵯峨敏   | きみしま幾智、輿石暁 能地清                                    |
| 第腐汰悼と犯（はん）話 （TV未放送）     | 高木登     | 松尾衡         | 寺澤伸介 | 山田歩、きみしま幾智 鳥山冬美、渡辺奈月 寺澤伸介               |
| 第腐汰悼と悲屠（ひと）話                | 新宅純一   | 寺澤伸介       | 土屋康郎 | 長谷川亨雄、酒井智史 小野陽子、舘崎大 野崎真一                 |
| 第腐汰悼遺血と犯（はん）話 （TV未放送） | 杉原研二   | アミノテツロ   | 土屋康郎 | 長谷川亨雄、山田歩 きみしま幾智、鳥山冬美                      |
| 蔡蒐（さいしゅう）話                    | 杉原研二   | アミノテツロ   | 米田和博 | 小泉初栄、鳥山冬美 吉田伊久雄、ふくだのりゆき 宮崎修治、菊政芳 |

### 放送局
| 放送地域   | 放送局         | 放送期間                       | 放送日時                              | 放送系列                      | 備考                                         |
| ---------- | -------------- | ------------------------------ | ------------------------------------- | ----------------------------- | -------------------------------------------- |
| 関東広域圏 | フジテレビ     | 2010年7月8日 - 12月30日        | 木曜 25:15 - 25:45                    | フジテレビ系列                | 製作委員会参加 ノイタミナ枠第2部             |
| 近畿広域圏 | 関西テレビ     | 2010年7月13日 - 2011年1月11日  | 火曜 26:05 - 26:35                    | フジテレビ系列                | アニメわ〜く!第2部                           |
| 中京広域圏 | 東海テレビ     | 2010年7月15日 - 2011年1月13日  | 木曜 26:35 - 27:05                    | フジテレビ系列                |                                              |
| 熊本県     | テレビ熊本     | 2010年7月26日 - 2011年1月31日  | 月曜 26:00 - 26:30                    | フジテレビ系列                |                                              |
| 日本全域   | BSフジ         | 2010年8月14日 - 2011年2月19日  | 土曜 25:30 - 26:00                    | フジテレビ系列 BSデジタル放送 | ノイタミナ枠第2部                            |
| 北海道     | 北海道文化放送 | 2010年10月17日 - 2011年4月17日 | 日曜 25:40 - 26:10                    | フジテレビ系列                |                                              |
| 日本全域   | フジテレビTWO  | 2011年11月5日 - 2012年2月25日  | 土曜 24:00 - 25:00 土曜 24:30 - 25:00 | CS放送                        | 2話連続放送（2011年末まで） リピート放送あり |

### Webラジオ
アニメイトTVで『外場村役場村民放送』が2010年7月16日から2011年3月26日まで配信。
パーソナリティ
- 大川透（尾崎敏夫役）
- 興津和幸（室井静信役）

ゲスト
- 内山昂輝（結城夏野役） - 第死夜
- 高橋伸也（村迫正雄役） - 第髏苦夜
- kanon×kanon - 第悼夜
- ささきのぞみ（国広律子役） - 第悼と悲屠夜
- 岡本信彦（武藤徹役） - 第悼と腐汰夜

コーナー
- 村民レポート
- 治して、若先生!
- 近所で噂のおきあがり!
- 外場村役場回覧板
- 村おこしイベント!
- その他

### コラボレーション企画
ラフォーレ原宿とのコラボレーション企画『屍鬼 in Laforet』が2010年11月13日から12月2日まで開催された。

### 関連商品

#### DVD・Blu-ray
| タイトル | 発売日         | 規格品番                              | 本編収録話数                                 |
| -------- | -------------- | ------------------------------------- | -------------------------------------------- |
| 第1巻    | 2010年10月27日 | ANSB-9401（DVD） ANSB-9401（Blu-ray） | 第遺血話、第腐堕話、第惨話                   |
| 第2巻    | 2010年11月24日 | ANSB-9403（DVD） ANSX-9403（Blu-ray） | 第死話、第偽話、第髏苦話                     |
| 第3巻    | 2010年12月22日 | ANSB-9405（DVD） ANSX-9405（Blu-ray)  | 第弑魑話、第夜話、第柩話                     |
| 第4巻    | 2011年1月26日  | ANSB-9407（DVD） ANSX-9407（Blu-ray） | 第悼話、第悼と悲屠話、第悼と腐汰話           |
| 第5巻    | 2011年2月23日  | ANSB-9409（DVD） ANSX-9409（Blu-ray） | 第悼と惨話、第悼と死話、第悼と偽話           |
| 第6巻    | 2011年4月6日   | ANSB-9410（DVD） ANSX-9410（Blu-ray） | 第悼と髏苦、話第悼と弑魑話、第悼と夜話       |
| 第7巻    | 2011年4月27日  | ANSB-9412（DVD） ANSX-9412（Blu-ray） | 第悼と柩話、第腐汰悼話                       |
| 第8巻    | 2011年5月25日  | ANSB-9413（DVD） ANSX-9413（Blu-ray） | 第腐汰悼と悲屠話、TV未放送話：第腐汰悼と犯話 |
| 第9巻    | 2011年6月22日  | ANSB-9415（DVD） ANSX-9415（Blu-ray） | 蔡蒐話、TV未放送話：第腐汰棹遺血と犯話       |

#### サウンドトラック
- 屍鬼 オリジナル・サウンドトラック（アニプレックス） 2011年6月1日発売

#### 書籍
- 屍鬼 ビジュアルワークス（集英社） 2010年7月2日発売 ISBN 978-4087822946